# 菊川惣吉
菊川 惣吉（きくかわ そうきち、1872年4月11日（明治5年3月4日） - 1941年（昭和16年）6月30日）は、日本の政治家。衆議院議員（1期）。

## 経歴
兵庫県、現在の姫路市で生まれた。姫路市会議員、兵庫県会議員、姫路商業会副会長、山陽毛織、帝国醤油醸造、播磨電化工業、山陽金融無尽各(株)社長、姫路瓦斯、明石瓦斯各(株)取締役となる。
1917年の第13回衆議院議員総選挙において姫路市選挙区から立憲政友会公認で立候補したが落選した。1920年の第14回衆議院議員総選挙において兵庫2区から立候補して当選する。1924年の第15回衆議院議員総選挙には立候補しなかった。1941年に死去した。